# Cerkiew Opieki Najświętszej Maryi Panny w Wawrzce
Cerkiew Opieki Najświętszej Maryi Panny w Wawrzce – dawna cerkiew prawosławna w Wawrzce, wzniesiona w latach 1935-50.

## Historia
Przed wojną budowana w latach 1935-39 przez prawosławnych mieszkańców wsi, a po 1947 przejęta i wykończona przez wiernych kościoła rzymskokatolickiego. Obecnie pełni funkcję kościoła filialnego pw. Matki Bożej Szkaplerznej Parafii we Florynce.

## Architektura i wyposażenie
Jest to niewielka budowla konstrukcji zrębowej, orientowana, dwudzielna, na kamiennej podmurówce. Kwadratowe prezbiterium mniejsze od nawy, zamknięte prostokątnie. Wieża konstrukcji słupowo-ramowej o ścianach pochyłych ku górze nakryta namiotowym daszkiem z makowicą. Ściany szalowane deskami. Wielopołaciowy dach kalenicowy z dwoma wieżyczkami kryty blachą.
Wewnątrz w nawie pozorne sklepieniem kolebkowe, w prezbiterium strop płaski. Wnętrze wyłożone boazerią, brak polichromii. Na współczesne wyposażenie składają się ołtarz główny i dwa boczne Matki Bożej z Dzieciątkiem i Świętej Rodziny z 1950. W ołtarzu głównym otoczony wotami obraz Matki Bożej Szkaplerznej, przedmiot lokalnego kultu.
Obok cerkwi dzwonnica na czterech metalowych słupach, przykryta namiotowym dachem z dzwonem Felczyńskich z 1982. Całość ogrodzona sztachetowym płotem z gontowym daszkiem.

## Galeria

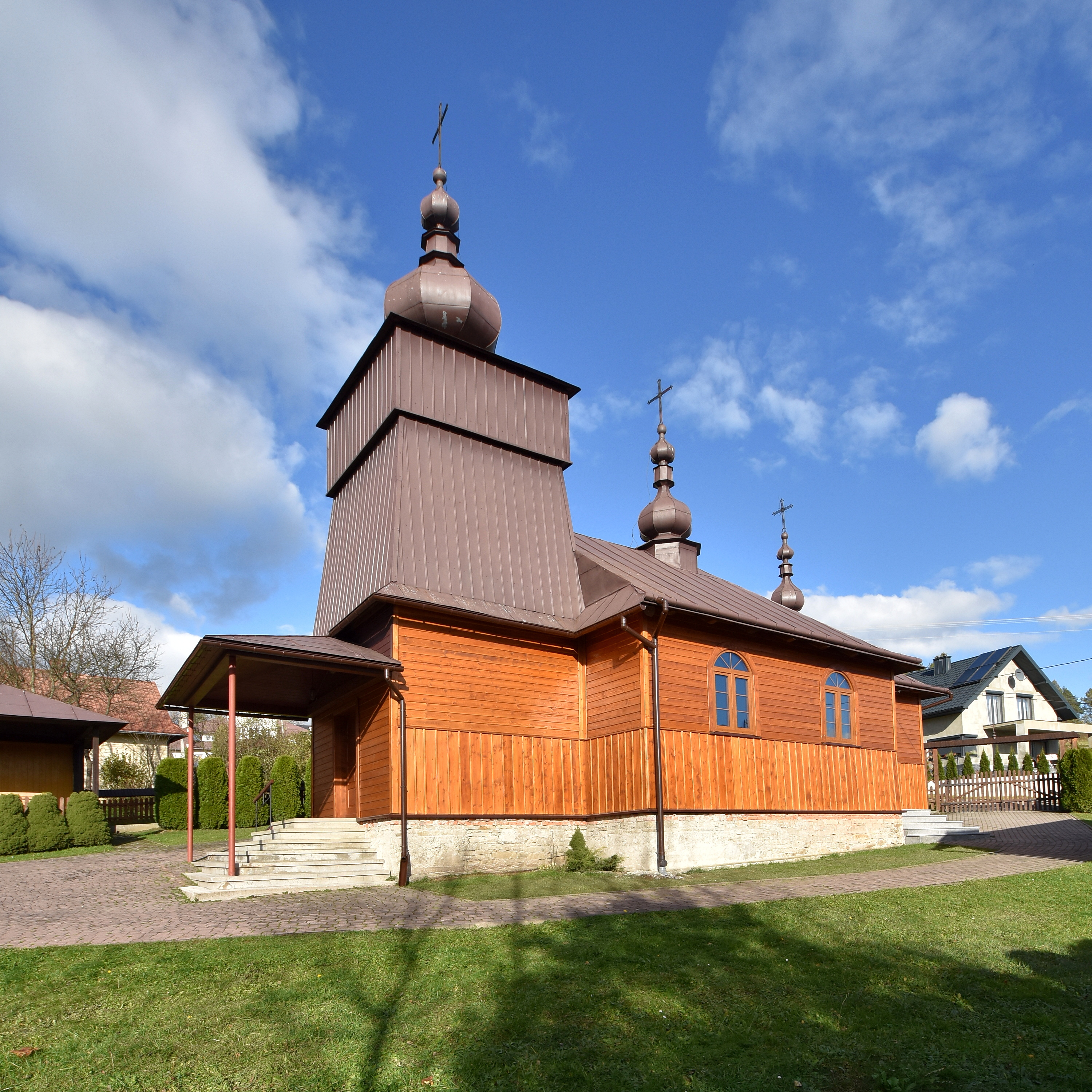
Widok od strony południowej
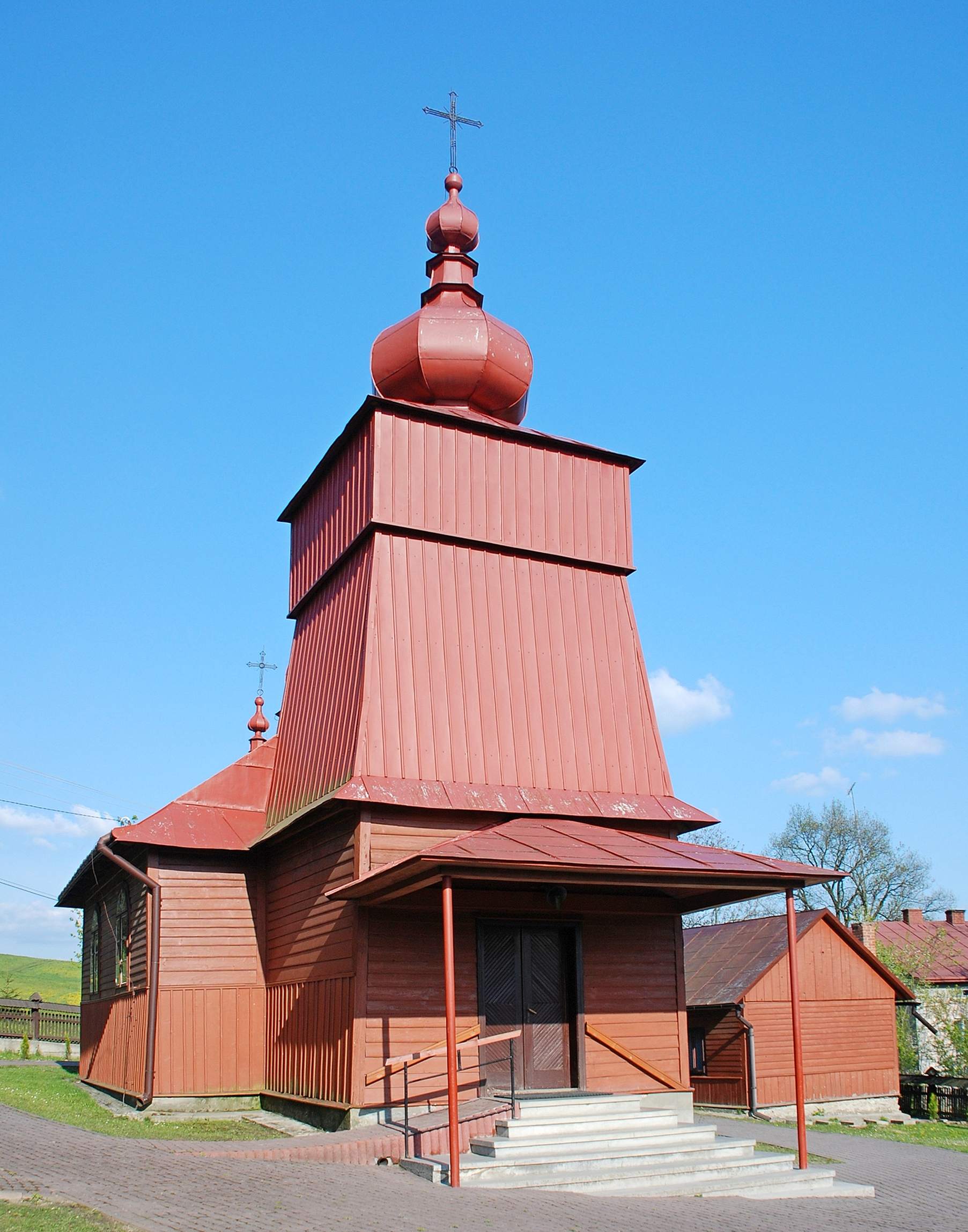
Elewacja frontowa
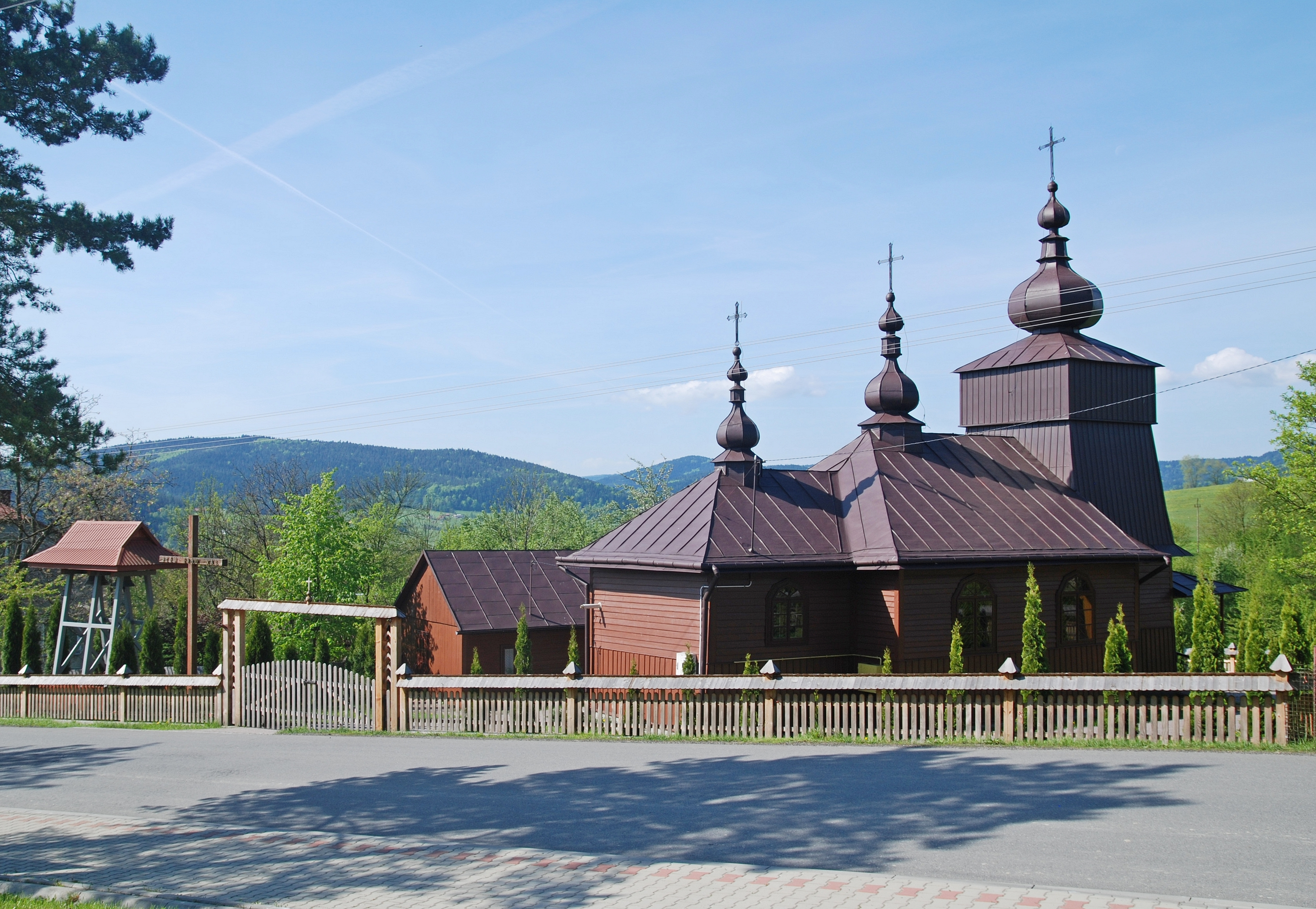
Widok ogólny